# Yukon Gold
Cet article concerne la variété de pomme de terre. Pour l'émission télévisée, voir Yukon Gold : L'or à tout prix.
La Yukon Gold est une variété de pomme de terre à chair jaune cultivée en Amérique du Nord.
Cette variété, sélectionnée conjointement par l'université de Guelph située à Guelph en Ontario, Agriculture et Agroalimentaire Canada et le ministère de l'agriculture de l'Ontario en 1966, a été enregistrée officiellement au Canada en 1980. Elle résulte du croisement d'une variété américaine à chair blanche, 'Norgleam', et d'un hybride à chair jaune issu de Solanum phureja, Juz.&Bukasov, espèce de pomme de terre cultivée seulement dans les pays andins.
Le nom 'Yukon Gold' a été choisi en référence au territoire du Yukon célèbre pour sa ruée vers l'or, renforcé par le mot Gold, pour caractériser la couleur jaune de cette pomme de terre.
La plante est résistante au virus A et modérément résistante au virus de l'enroulement.
Les tubercules, de forme ronde à oblongue, ont une chair jaune pâle, la peau fine et lisse jaune clair et des yeux très superficiels de couleur rose. Assez gros, ils sont sensibles au cœur creux. Riche en amidon, ces pommes de terre se prêtent bien à la cuisson à l'eau, en purée, en frites et au four.